# Trichaulax macleayi
Trichaulax macleayi är en skalbaggsart som beskrevs av Ernst Gustav Kraatz 1894. Trichaulax macleayi ingår i släktet Trichaulax och familjen Cetoniidae. Inga underarter finns listade i Catalogue of Life.